# Invisible Sister
Invisible Sister (bra: Minha Irmã Invisível; prt: A Minha Irmã Invisível) é um filme original do Disney Channel, protagonizado por Rowan Blanchard e Paris Berelc, e dirigido por Paul Hoen. A estreia no Brasil foi a 10 de janeiro de 2016 no Disney Channel Brasil.

## Elenco
- Rowan Blanchard como Cleo Eastman
- Paris Berelc como Molly Eastman, irmã mais velha de Cleo
- Karan Brar como George, o melhor amigo de Cleo e também garoto gênio da ciência
- Rachel Crow como Nikki, a melhor amiga e companheira de equipe de Molly e futura namorada de George
- Alex Désert como Mr. Perkins, o professor de ciências do ensino médio que deu o projeto a Cleo
- Will Meyers como Carter, paixão de Cleo e estudioso de ciências
- Austin Fryberger como Coug, namorado de Molly

## Produção
As filmagens do filme começaram a 22 de março de 2015, em Nova Orleans.

## Recepção
O filme foi assistido por 4,03 milhões de pessoas na sua noite de estreia, tornando-se a terceira maior audiência na tv a cabo naquela noite. Uma transmissão na manhã seguinte recebeu 2,31 milhões de telespectadores.